# Elaphoglossum norrisii
Elaphoglossum norrisii är en träjonväxtart som först beskrevs av William Jackson Hooker, och fick sitt nu gällande namn av Richard Henry Beddome. Elaphoglossum norrisii ingår i släktet Elaphoglossum, och familjen Dryopteridaceae. Inga underarter finns listade.